# Гончарство

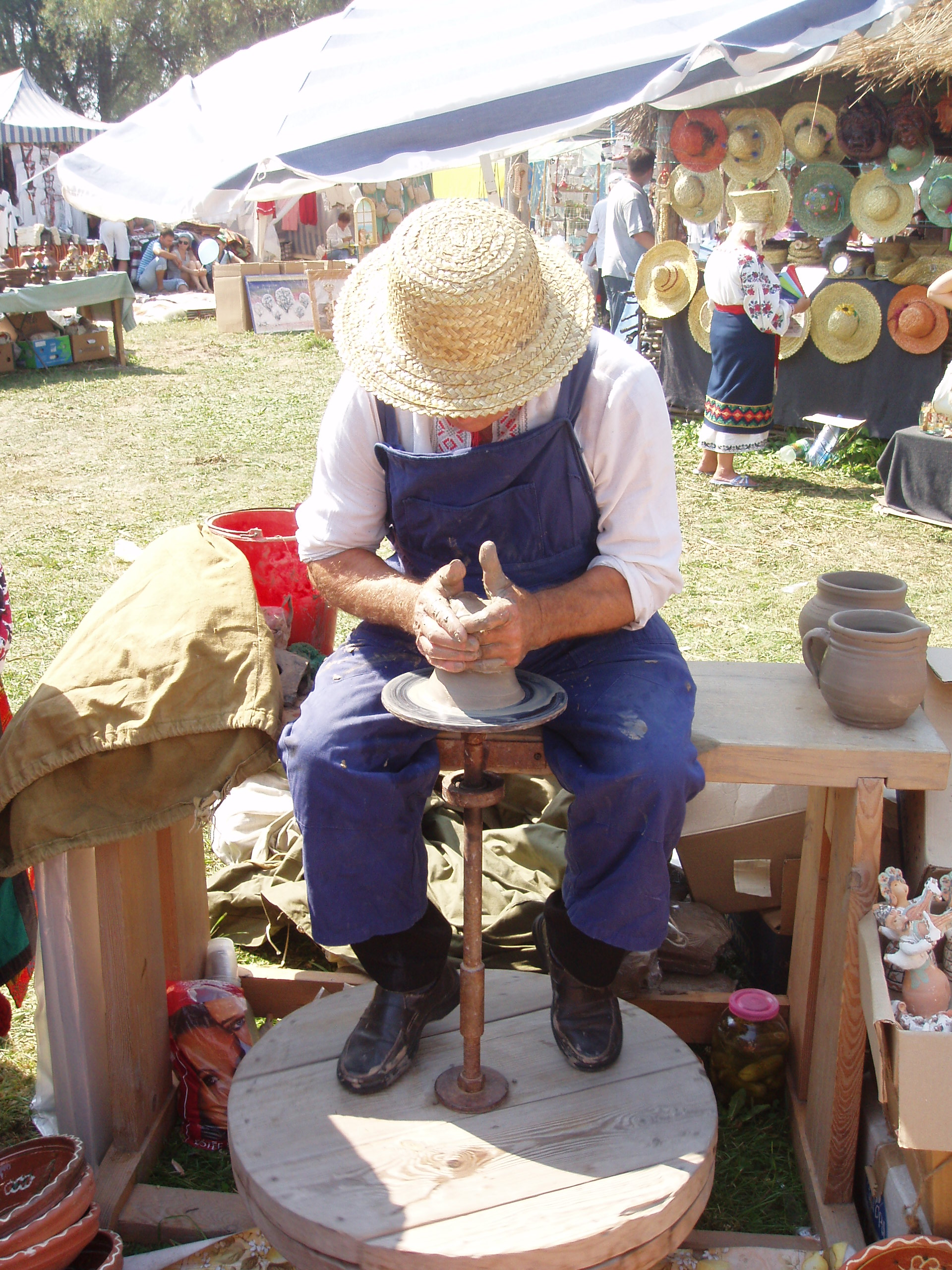
Сучасний гончар, Сорочинський ярмарок, Полтавська область, 2008

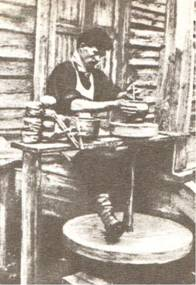
Український гончар при роботі, фото 2-ї пол. XIX ст.

Гонча́рство, заст. ганча́рство — виготовлення керамічних виробів з гончарної глини: посуду, кахель, іграшок, прикрас, сувенірів тощо. Давнє ремесло багатьох народів світу, належить до традиційних українських ремесел, видів господарської діяльності та мистецької культури українців. Основні типи — глиняний посуд, порцеляна і кам'янка.
Вже трипільські гончарі мали тонкий смак, знайдені під час розкопок відомого археолога Вікентія Хвойки вироби тієї пори свідчать про їхню високу майстерність в цій галузі.

## Етимологія
Ранньою формою слова є «горнчар»: у записах XIV—XV ст. згадуються «мастеры всякіе, спроста рѣци плотници и горнчары». Воно походить від прасл. *gъr̥nьčarь, утвореного від *gъr̥nъ («горно»); таке ж походження мають слова «горщик», «горнець», «горня». Колись вживалася й форма ганча́р (ганчарь).

## Технологія виготовлення

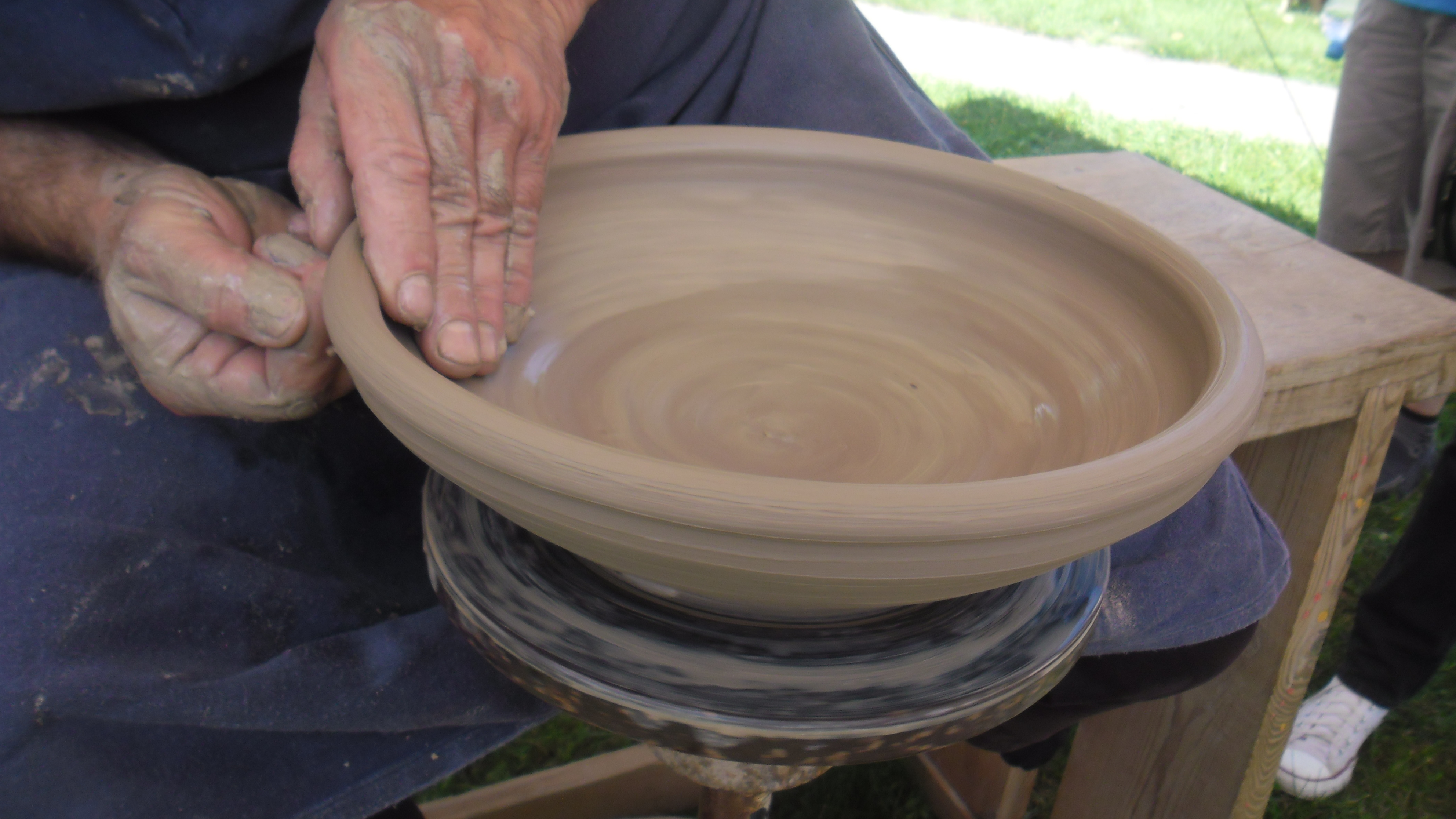
Технологія гончарної справи. Операція виготовлення посудини — пластичне формування гончарного матеріалу

Гончарні вироби мають відносно високу пористість і виготовляються із легкоплавких глин (80—100 %) без використання інших компонентів (плавні не використовуються), окрім невеликих добавок піску (0—20 %). Гончарні вироби формують методом пластичного формування. Побутові та декоративні вироби із гончарної кераміки пористі, дрібнозернисті, з натуральним кольором глини, часто неглазуровані. Готові вироби інколи покривають ангобами та поливою.
Гончарні вироби, як і теракоту, відносять до грубокерамічних виробів, а у випадку використання якісних глин без домішок великих частинок — до тонкокерамічних, що говорить про умовність такого поділу (на тонко- і грубокерамічні).
Взагалі процес виготовлення кераміки передбачає три стадії
- підготовчу (на цьому етапі відбувається відбір вихідної сировини, її видобуток, обробка та складання формувальної маси);
- творчу (на цьому етапі здійснюється виготовлення власне посудини певної форми)
- закріплювальну: сушіння, випал (на цьому етапі посудині додають міцність, усувають її вологопроникність).

Виготовлення гончарних виробів передбачає пластичне формування гончарного матеріалу за допомогою гончарного круга (чи без нього: наприклад, листове ліплення), сушіння, спікання нагріванням виробу при температурі до 1000 °C. Випікання закріплює форму і надає виробу твердості. Температура випікання може становити як 300—950 °C, так і 900—1200 °C при використанні поливок чи глазурі.
Декоративний візерунок наносять або до випалювання або після нього. Для забезпечення непроникності, на поверхню виробу наносять глазур або димлять. Найпростішу глазур готують з окису свинцю і кварцового піску. Оскільки контакт харчових продуктів з солями свинцю повинен бути виключений, нині санітарний нагляд забороняє використовувати цю глазур при виготовленні предметів домашнього побуту. Проте легкоплавкі сполуки свинцю використовують, як і раніше, у складі глазурі, призначеної для декоративних цілей (в тому числі майолікових).

## Глина
Основним матеріалом для вироблення гончарних виробів слугує глина. Для гончарства обирають переважно чисту глину. Іноді, для досягнення певних якостей, у глину домішують різні речовини: пісок, золу, деревну тирсу. Іноді додають шамот — порошок від подрібнених гончарних виробів або заздалегідь слабо обпаленої глини. Після випалу глина з такими домішками залишається пористою і насилу приймає глазур. Гончарна глина дуже часто містить оксиди заліза, вапна, луги, гіпс тощо.
Іноді видобуту глину залишають на один-два роки на повітрі або у воді. Є думка, що якість глини в таких умовах покращується. Порцелянова глина традиційно витримується у спеціальних ямах по кількадесят років.
Необхідно, щоб гончарна глина була однорідна та не містила великих зерен і частинок. Така чиста глина рідко трапляється в природі, і для того, щоб її можна було використовувати, спочатку її очищають. Видобуту глину розмочують, прибирають камінці та інші добре видимі домішки, розминають. Потім проціджують та викладають на гіпсову або іншу вологопоглинальну поверхню для загустіння. Коли глина досягне консистенції, придатної до ліплення, її максимально герметично запаковують та зберігають до використання.

## Історія

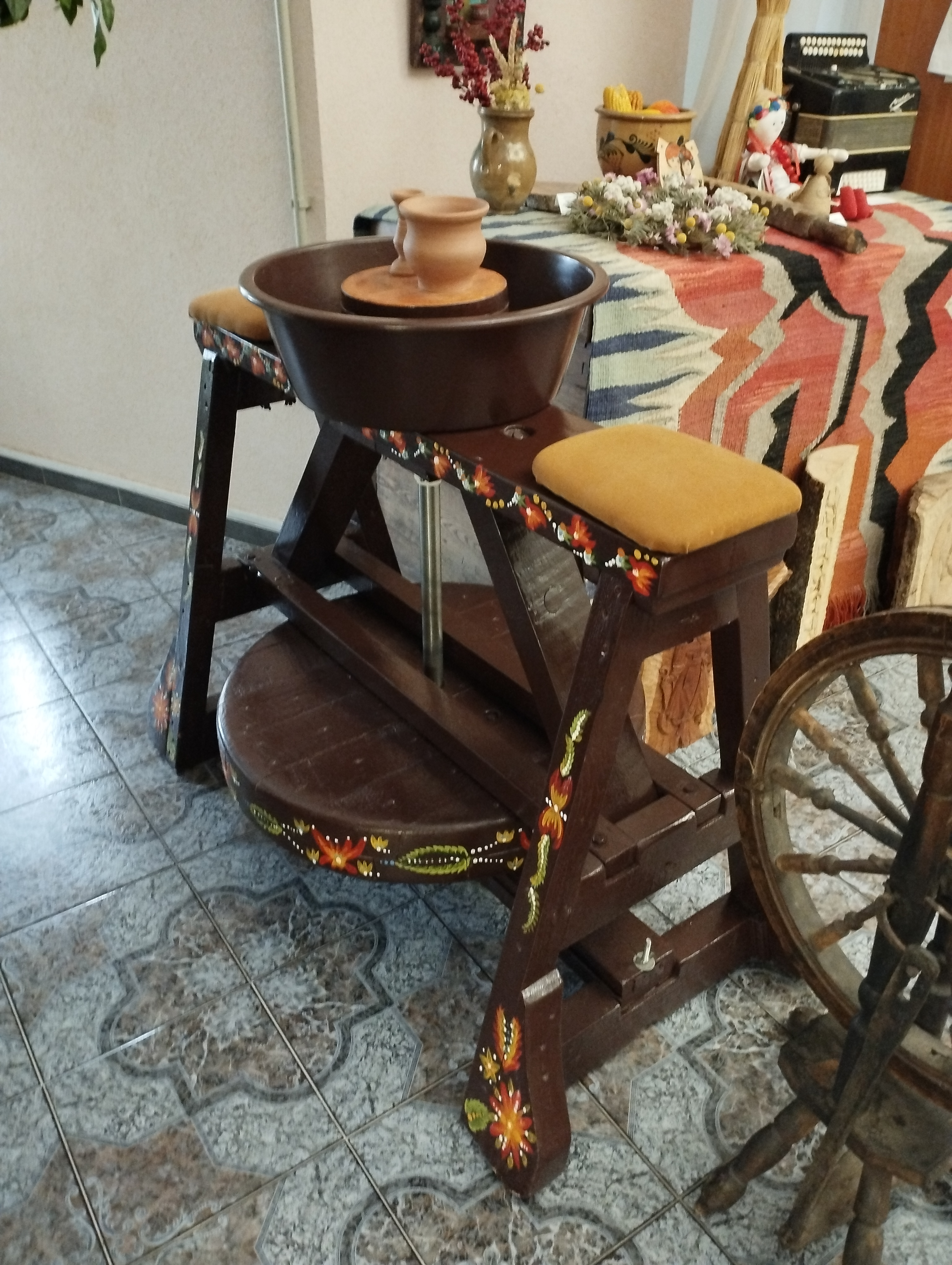
Гончарний станок. Музей мистецтв Кіровоградської обласної ради, 2025 рік

Гончарство — це виготовлення найдавнішого штучного матеріалу, відомого людському суспільству. Йому передувало утворення посудин зі шкіри та лози. Близько 18 тисяч років тому людство опанувало обпалення посудин.
Гончарство виникло в епоху неоліту і стало значним кроком у розвитку продуктивних сил. З часів енеоліту гончарні вироби починають оздоблювати орнаментом, який наносили глиняними кольоровими фарбами.
До його появи стародавня людина використовувала природні матеріали, іноді піддаючи їх механічній обробці. Так, наприклад, використовувалися камені, кістки, мушлі, дерево, шкіра тварин, з яких виготовляли необхідні в побуті предмети. А гончарство — це вже якісно новий етап взаємин між людиною і природою. Пластична сировина, яка використовується в гончарстві, — глина, мул — в природному стані не володіє тими якостями, які необхідні глиняним посудинам. Тобто він не вогнетривкий і не вологонепроникний.
Гончарство існувало там, де були придатні для цього глини. Добуту глину очищали від механічних домішок, потім місили, виготовляли з неї вироби, підсушували їх і випалювали. Спочатку вироби ліпили вручну і випалювали на відкритих вогнищах або у звичайних печах.

### Артефакти гончарства в історико-археологічних дослідженнях
Вивчення решток кераміки допомагає визначити культурну і хронологічну приналежність різних пам'ятників і культур. З іншого боку, перехід до (винайдення) гончарства свідчить про харчову революцію та революцію в організації праці — пов'язаних між собою навичок праці на всіх етапах виробництва посуду.

### Історія гончарства в Америці
В Америці гончарство розвивалося нерівномірно. Найперші вироби з'являються у 2000 р. до н. е. на Сході Північної Америки та 500 р. до н. е. на Південному Заході. Індіанці використовували різні техніки, проте гончарне коло тут не було винайдене. Так пуебло розвинули спірально-джгутову техніку ліплення. Черокі та інші східні племена Північної Америки використовували форму, навколо якої створювали новий виріб.
Архаїчними видами декорування були механічні різьблення, відтискання та штампування по сирій глині.
Серед доісторичних племен поширені були вироби (посуд, іграшки, скульптури богів) у формі людей, птахів, тварин.
З винайденням гончарного круга гончарство стало окремим ремеслом.

### Арабська кераміка
Рання ісламська кераміка наслідувала форми регіонів, які завоювали араби. З часом, однак, відбулося перехресне збагачення між регіонами. Це було найбільш помітно у китайському впливі на ісламську кераміку. Торгівля між Китаєм та ісламом відбувалася через систему торгових центрів на протяжному Шовковому шляху. Близькосхідні країни імпортували з Китаю кам'яний посуд, а пізніше порцеляну. Китай імпортував мінерали для синього кобальту з ісламської Персії, щоб прикрашати свою біло-блакитну порцеляну, яку потім експортував до ісламського світу.
Подібним чином арабське мистецтво сприяло виникненню тривалої форми кераміки, визначеної як іспано-мавританська кераміка в Андалусії. Також були розроблені унікальні ісламські форми, у тому числі фриттовий посуд, глянцевий посуд та спеціалізовані глазурі, такі як олов'яне глазурування, що призвело до розвитку популярної майоліки.
Одним з головних акцентів у розвитку кераміки в мусульманському світі було використання кахлів та декоративних кахельних виробів.

### Гончарство в Африці
Найдавніший гончарний посуд у світі за межами Східної Азії можна знайти в Африці. У 2007 році швейцарські археологи виявили в Унжугу в центральному регіоні Малі фрагменти одного з найдавніших гончарних виробів в Африці, датовані щонайменше 9 400 р. до н. е.  Розкопки в печері Босумпра на плато Кваху в південно-східній Гані виявили добре виготовлений керамічний посуд, прикрашений канелюрами та інкрустованим філенчастим кружалом, що датується початком десятого тисячоліття до нашої ери. Після появи традицій гончарства у регіоні Унджоугу в Малі близько 11 900 років до нашої ери та незабаром після цього в регіоні Босумпра в Гані кераміка пізніше прибула до регіону Іхо Елеру в Нігерії. У пізніші періоди вже давно визнавали зв’язок появи гончарного виробництва в деяких частинах Африки на південь від Сахари з поширенням мов банту, хоча деталі залишаються спірними та потребують подальших досліджень, а консенсусу не досягнуто.

### На території сучасної України

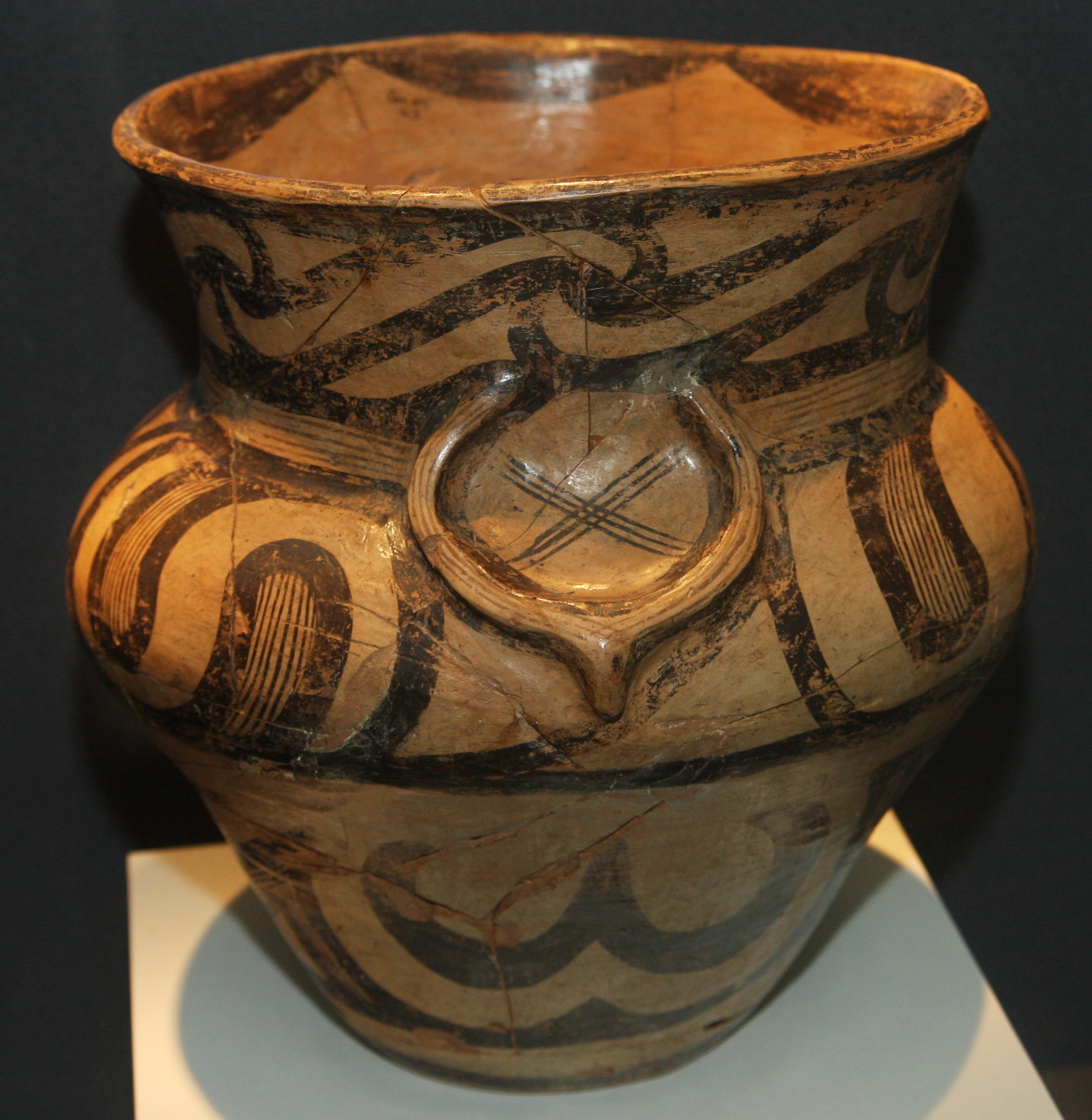
Трипільська кераміка

Хоругва Опішнянського гончарного цеху.

Відоме в Україні з кінця мезолітичної доби. Досягло високого розвитку в добу трипільської культури.
В ході археологічних розкопок на території сучасної України знайдені гончарні вироби чи їх фрагменти відносять до часів Трипільської культури. Гончарні вироби, що належали до трипільської культури, вирізняються вишуканістю форм, цікавою оздобленістю. На ручному гончарному крузі, що з'явився у II ст. н. е.
З використанням спеціальної обпалювальної печі — горна — виготовлялася основна маса керамічного посуду в Київській Русі, де гончарне ремесло досягло високого рівня. У XIV—XV ст. на Україні почали застосовувати досконаліший та продуктивніший ножний круг.
Українські гончарі виробляли посуд для приготування, зберігання й подачі на стіл певних страв (горшки, миски й полумиски, глечики, макітри, гладишки, барильця, довжанки, баньки, куманці), декоративний посуд, кахлі, черепицю, цеглу, дитячі іграшки тощо.
Розквіту гончарства в Україні сприяла наявність в її надрах покладів високоякісних червоних, червоно-бурих та світло-сірих глин, що й зумовило виникнення значних осередків керамічного виробництва
Вироби різних гончарських центрів по Україні мали спільні риси, але водночас і свої притаманні особливості. Так, славнозвісний опішнянський посуд вирізнявся тонкостінністю, дво-трикольоровим розписом у вигляді кривулин, рисочок, крапочок тощо. Опішня славилася також декоративною скульптурою та дитячою іграшкою.
Для Волині є характерною кераміка сірого, чорного, синьо-чорного кольорів — сиваки. Їхній декор складався з різноманітних ліній, що утворювали своєрідні візерунки — сосонки, стовпчики, ялинки, клітини. Подільська кераміка відзначалася вогненно-червоним тлом та оригінальною орнаментикою — пишні квіти, гілки з плодами, грона винограду. Посуд деяких чернігівських майстрів оздоблювався специфічною технікою бризок і патьоків. Майстри Косова створили високохудожню техніку гравійованого розпису, оригінальної форми кахлі, світильники, розмальовані миски й багато інших неповторних виробів.
Іван Зарецький вказує, що етнографічних форм і типів посуду на Полтавщині близько 25. Види гончарських ремесел на Полтавщині включають посуд — кухонний (горщики, горщечки, тазки, ринки), столовий (миски, яндоли, глечики, кухлі, чарки), святковий (барильця, барани й леви на горілку, глечики для святої води та для вареної, куманці).

#### Гончарство періоду XVI—XVII століть
Від XVI—XVII століть гончарство безперервно розвивалося, ставши в XIX ст. однією з найважливіших галузей українського кустарного виробництва. Гончарі продавали свої найрізноманітніші вироби на ярмарках, а часом розвозили у віддалені райони.
Головними районами українського гончарства були
- Полтавщина — колишні повіти Миргородський, Зіньківський (зокрема, Опішня), Констянтиноградський;
- Чернігівщина — Городнянський (зокрема, Олешня), Ніжинський, Кролевецький, Новгород-Сіверський, Глухівський повіти та інші;
- Київщина — Чигиринський, Черкаський, Уманський повіти;
- Харківщина — Валківський, Охтирський, Ізюмський повіти;
- Західне Поділля — Кам'янецький, Проскурівський повіти, зокрема: Адамівка (Віньковецький район), Смотрич (Дунаєвецький район), Сатанів (Городоцький район), Спасівка (Городоцький район), Товсте (Гусятинський район), Зіньків (Віньковецький район), Миньківці (Дунаєвецький район);
- Східне Поділля — Гайсинський повіт, зокрема: Бубнівка (Гайсинський район), Бар, Крищинці (Тульчинський район);
- Волинь — гончарство було зосереджене біля Овруча, Корця, Звягеля;
- Херсонщина — біля Цибулева, Павлиша;
- Галичина — на Розточчі (Глинськ, Немирів), Гавареччина (Гаварецька кераміка);
- Гуцульщина, Покуття, зокрема Гуцульська кераміка тощо.

#### Сучасне українське гончарство
Нині основні центри гончарства — Опішня, Хомутець, Бубнівка, Дибинці, Ічня, Косів, Гавареччина.
У липні 2006 року Громадською організацією «Київське регіональне об'єднання творців родових помість» у рамках проекту відродження давніх народних промислів створена Школа гончарного мистецтва у Києві (детальніше — http://goncharstvo.org.ua [Архівовано 1 квітня 2022 у Wayback Machine.]).
У сучасному світі гончарні вироби майже повністю замінила набагато дешевша фабрична керамічна, скляна, пластмасова продукція. Гончарні вироби у XXI сторіччі цінують як автентичні народні вироби, колекціонують як сувеніри або витвори мистецтва.
Музеї:
- Національний музей-заповідник українського гончарства в Опішному
- Меморіальний музей-садиба гончарської родини Пошивайлів
- Музей гончарного мистецтва О. Г. Луцишина
- Національний архів українського гончарства
- Гончарська Книгозбірня України

## Гончарні вироби
- Амфора
- Глек
- Горщик
- Дзбан
- Кубу́шка — посудина з округлими боками і вузьким горлечком
- Куманець
- Піфос

## Галерея
- Майстер-клас з ліпки іграшок
- Майстер-клас з ліпки іграшок

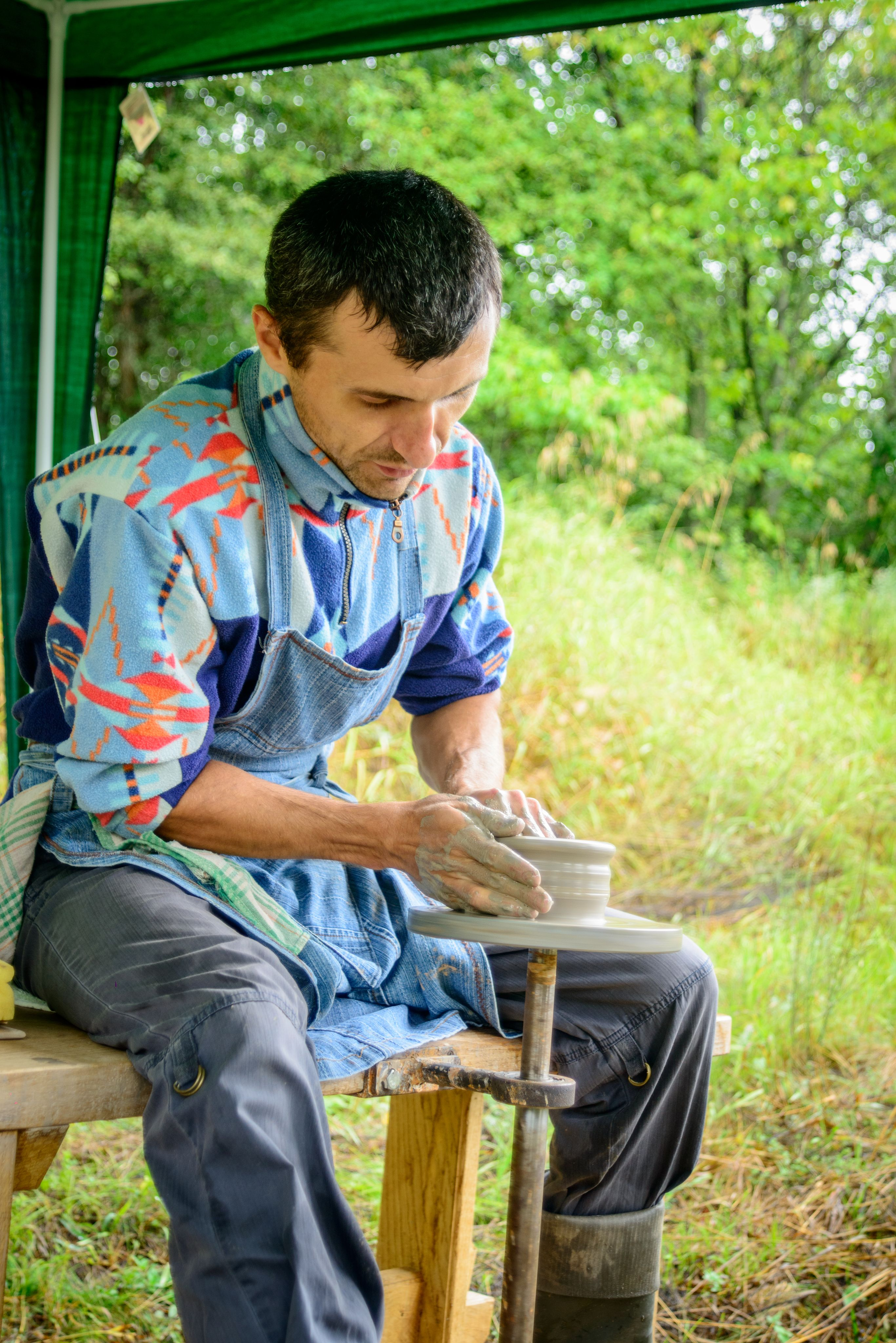
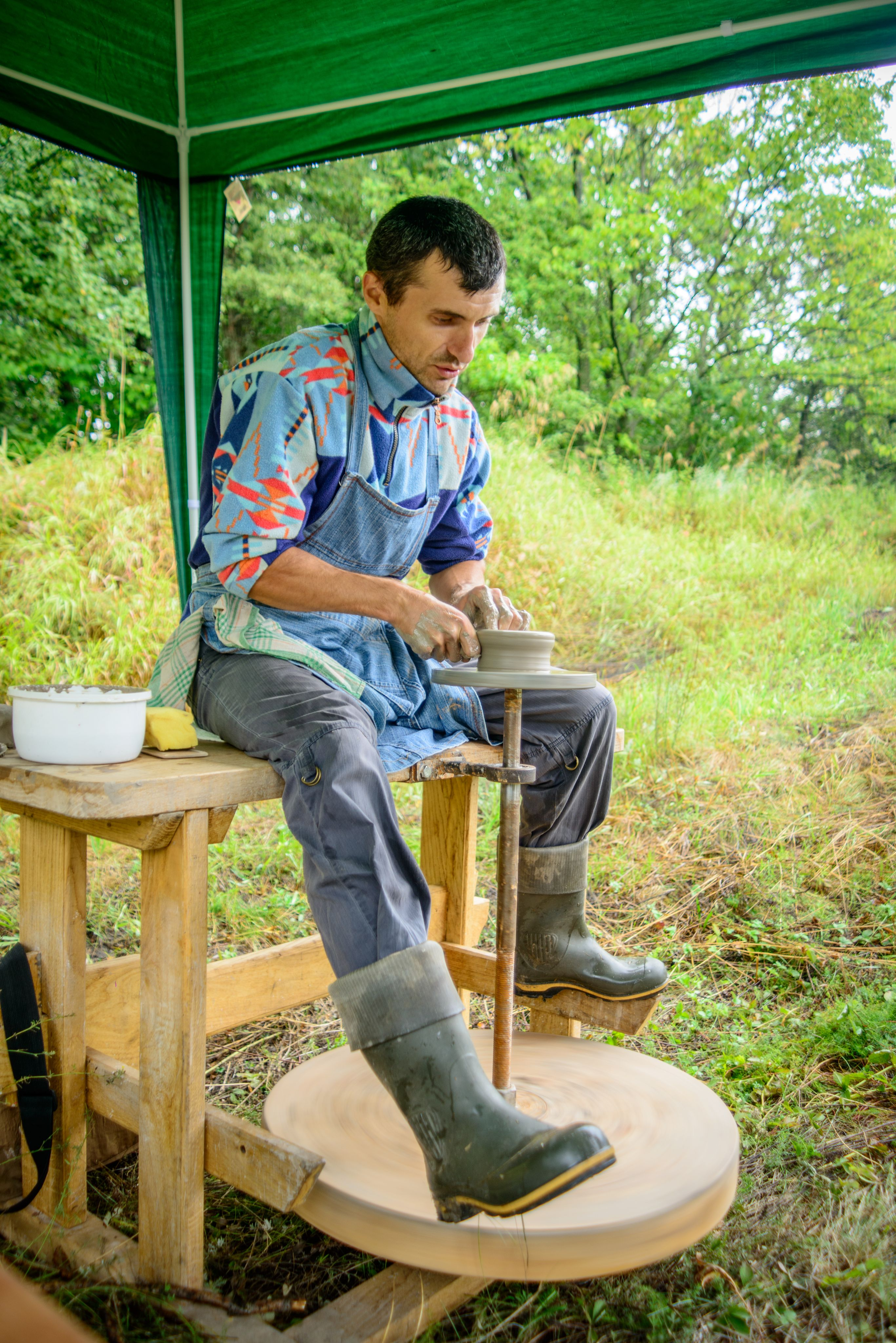
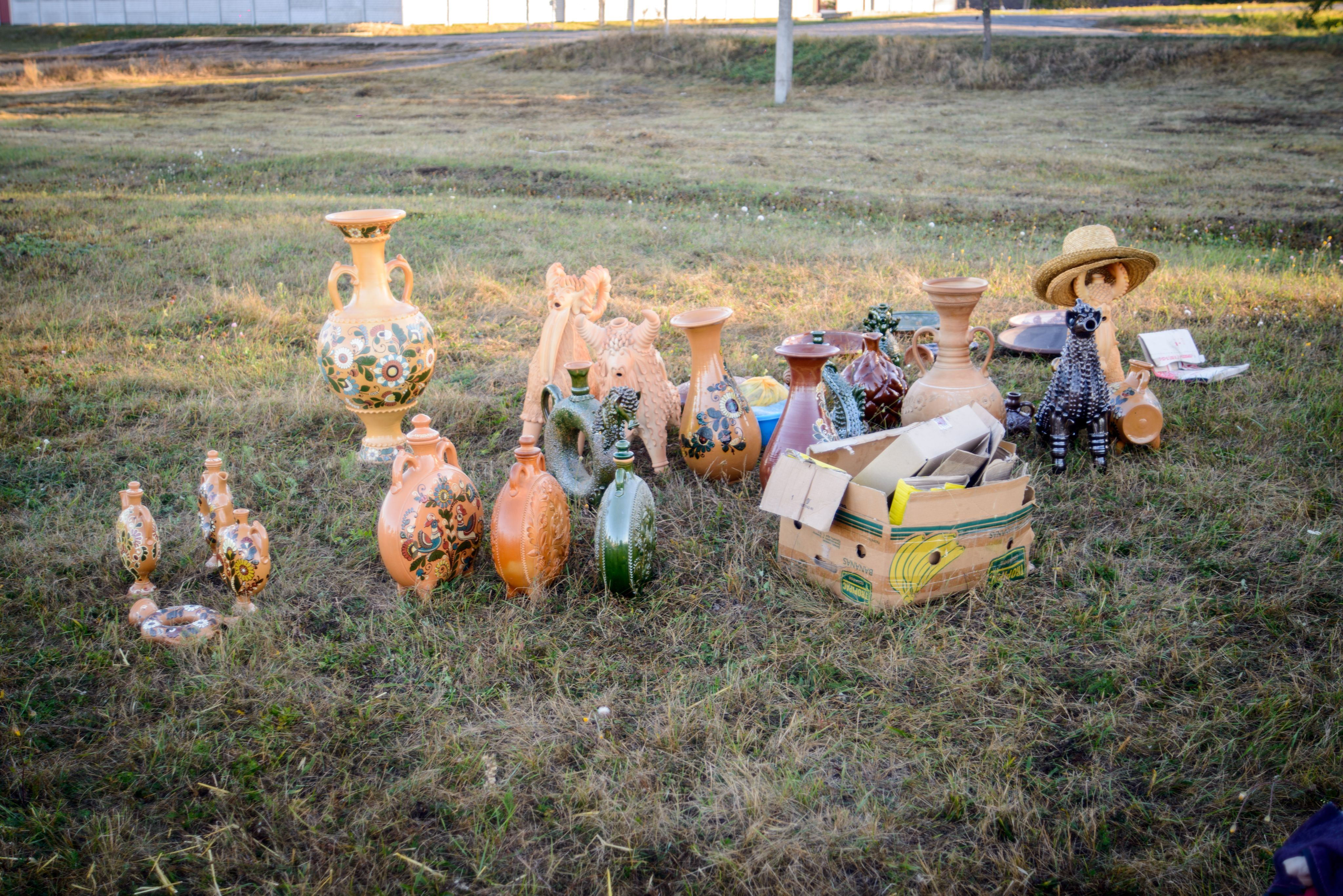
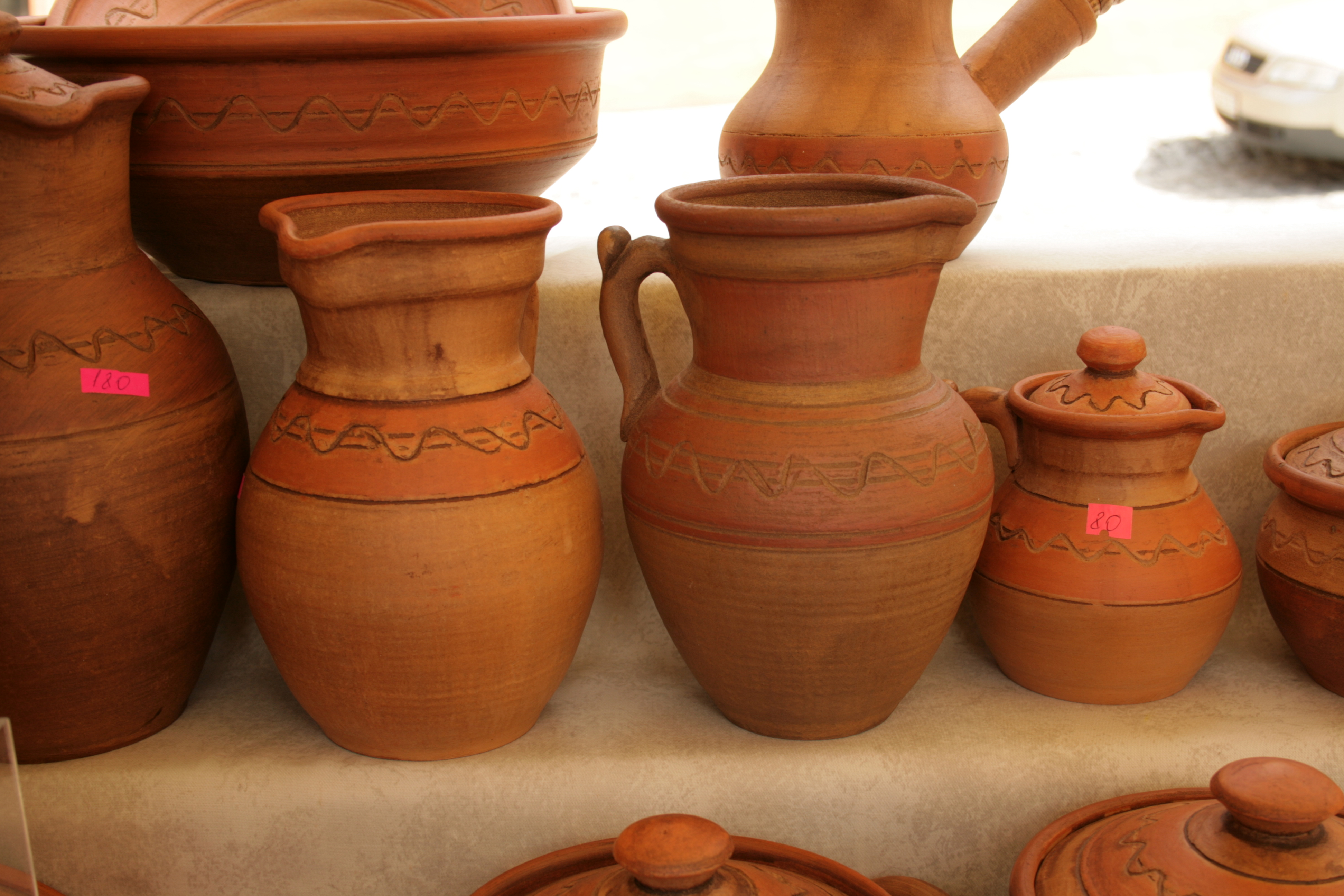
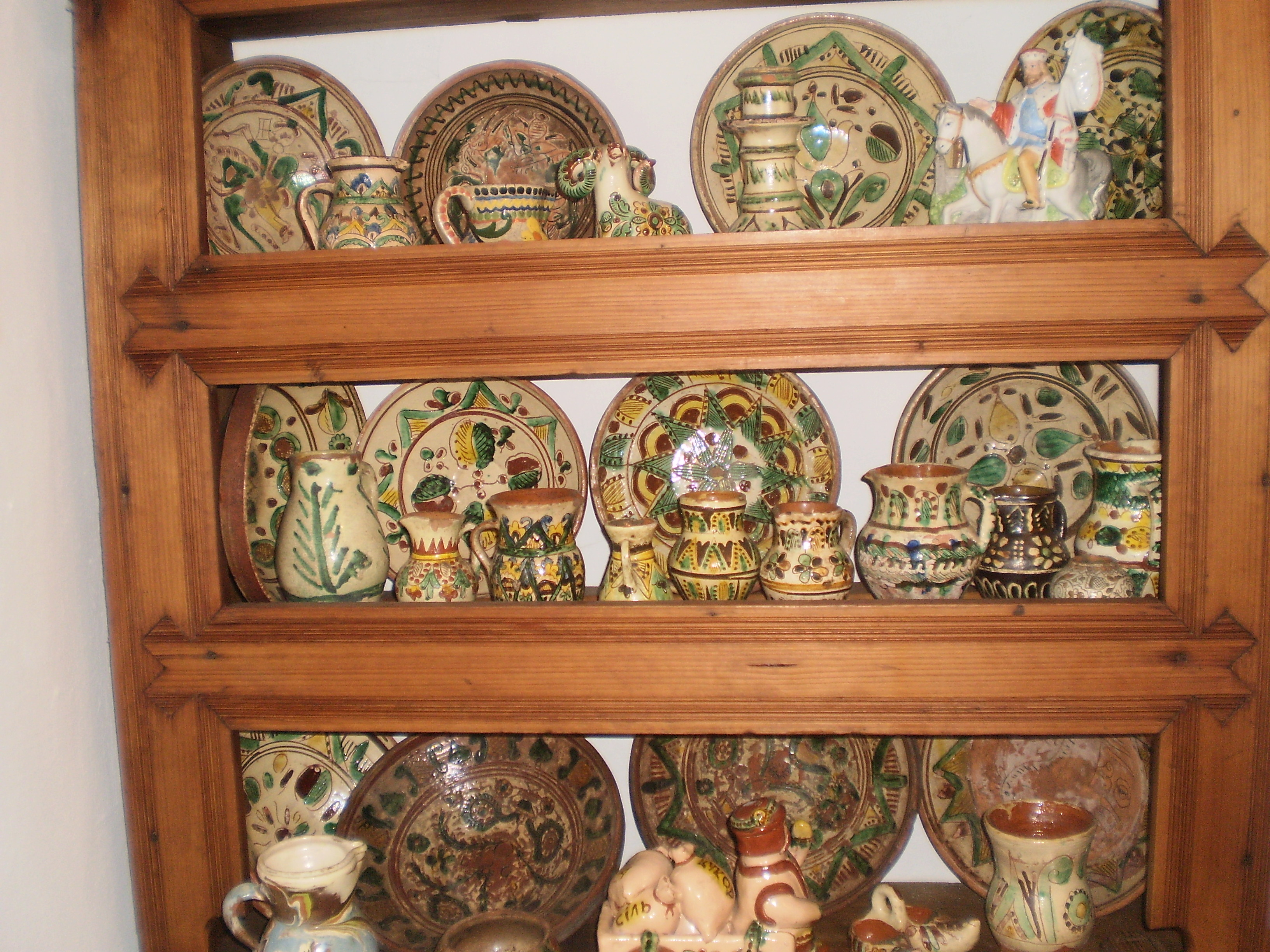
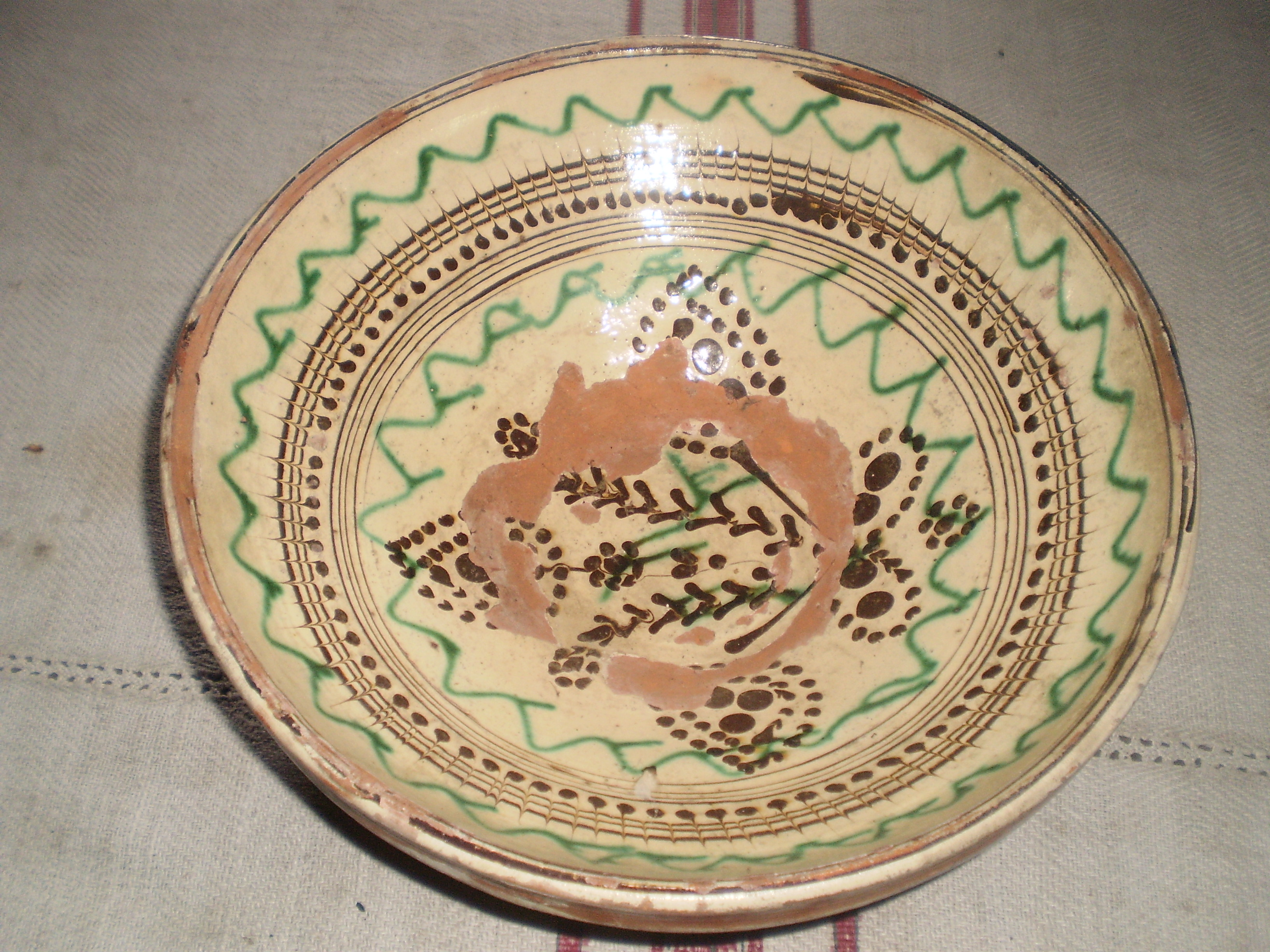
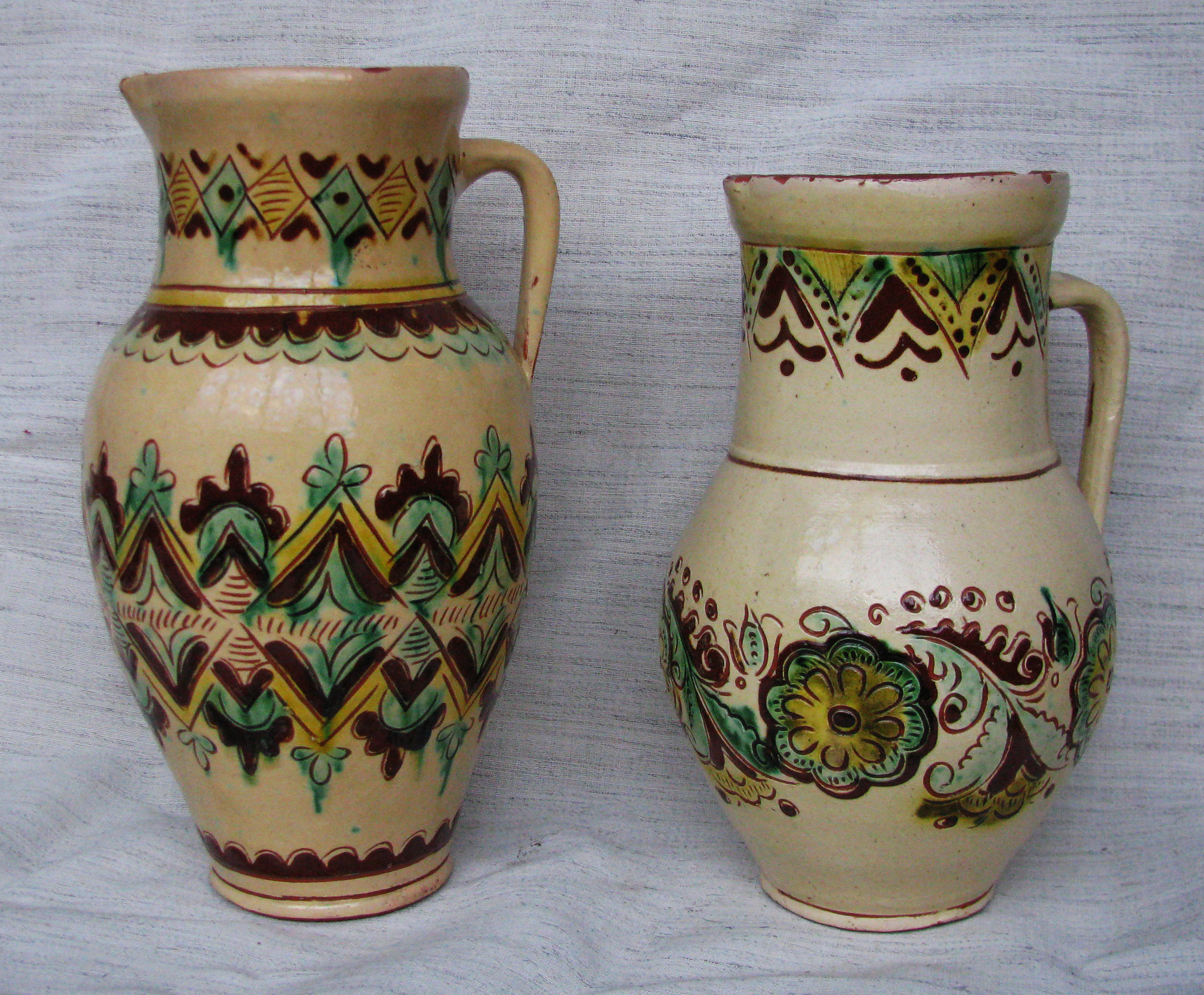
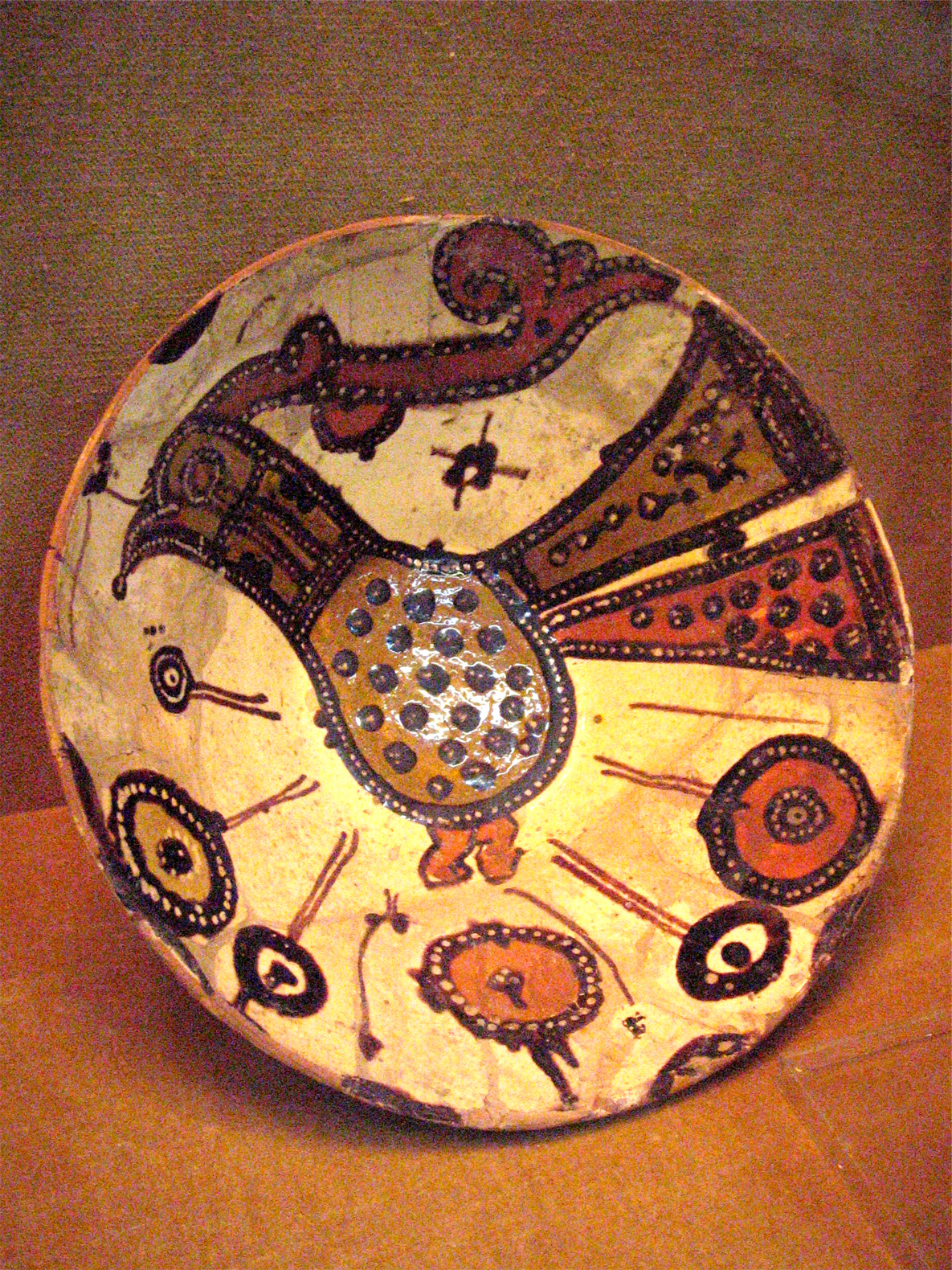
Чаша, розписана по контуру під прозорою глазур'ю (поліхромія), 9 або 10 століття, Нішапур.Національний музей Ірану
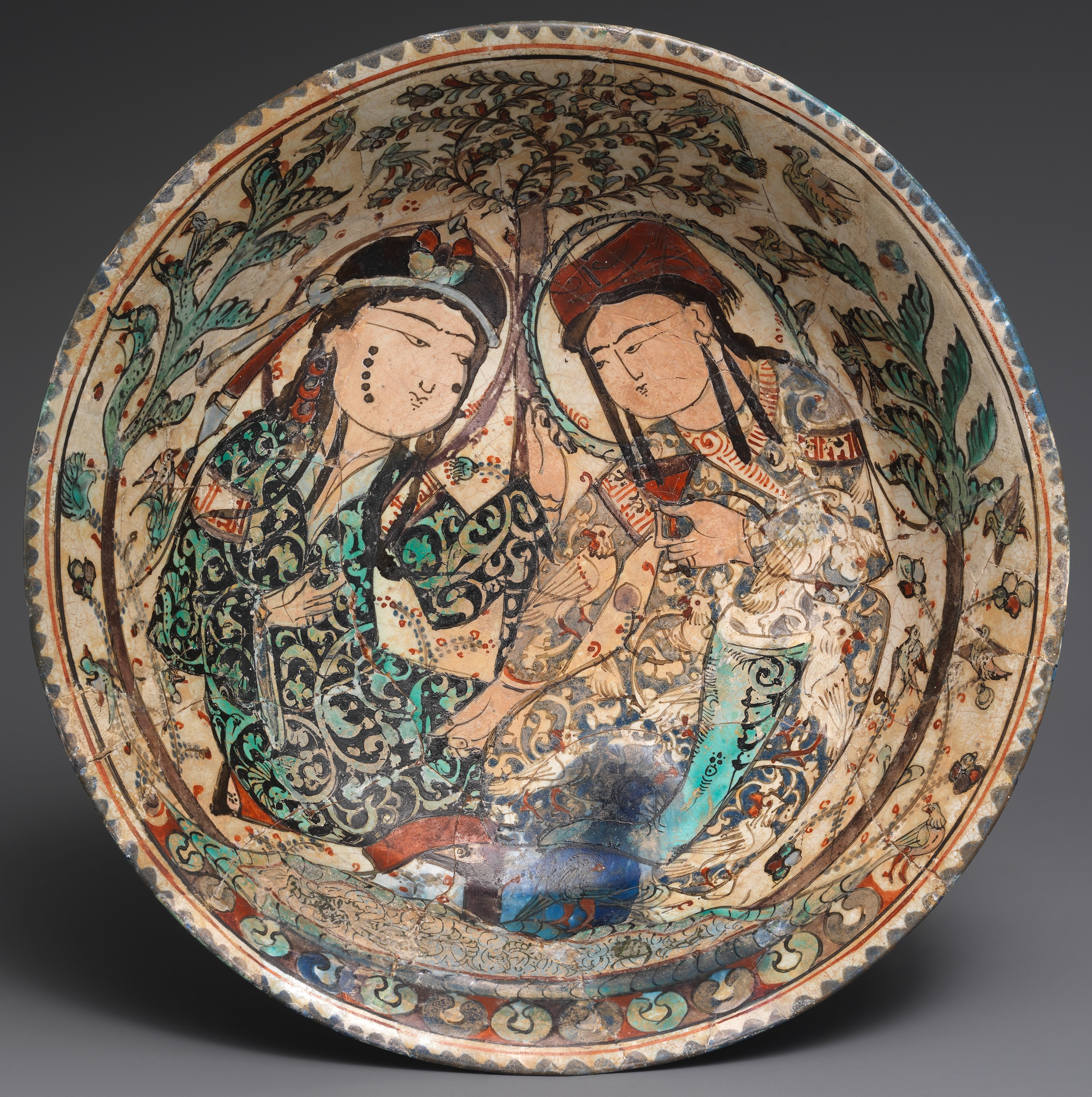
Перська миска з мінамі з парою в саду, близько 1200 року. У цих виробах вперше використано надглазурний емалевий декор.
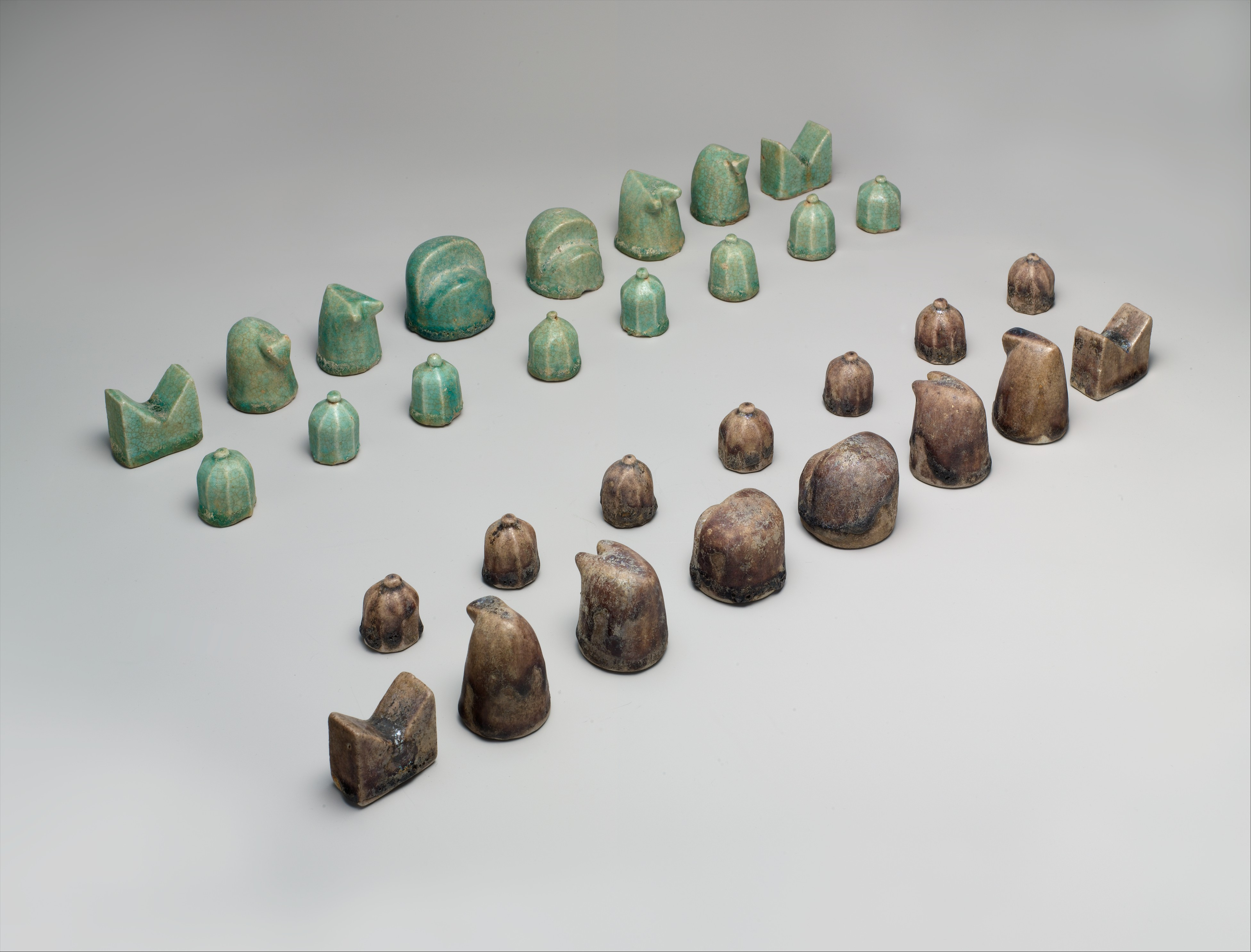
Шаховий набір (шатрандж); гральні фігури. 12 століття, нішапурський глазурований посуд.Музей мистецтв Метрополітен
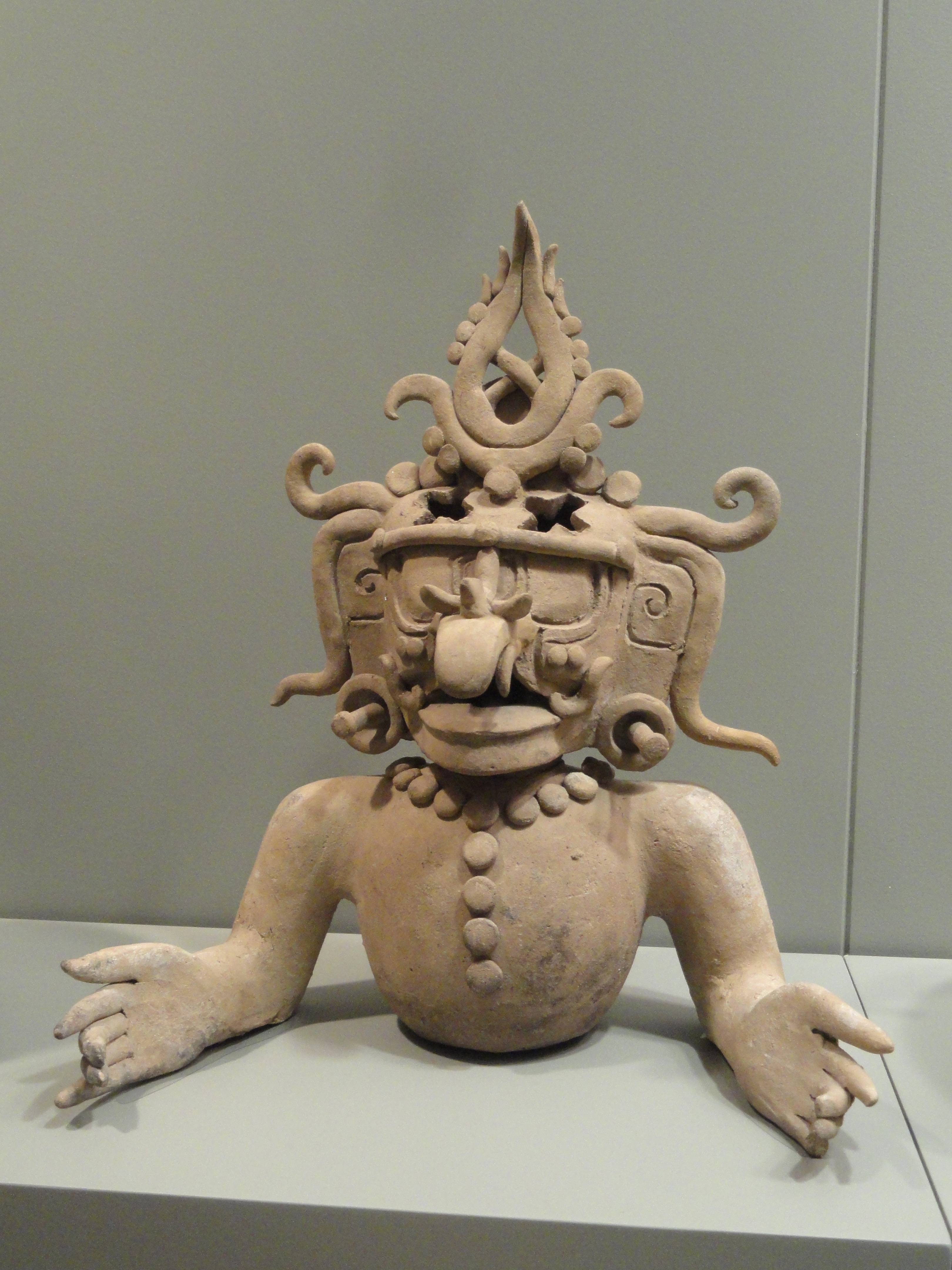
Глиняна статуетка бога Сонця. Культура майя, 500-700 рр. н.е.
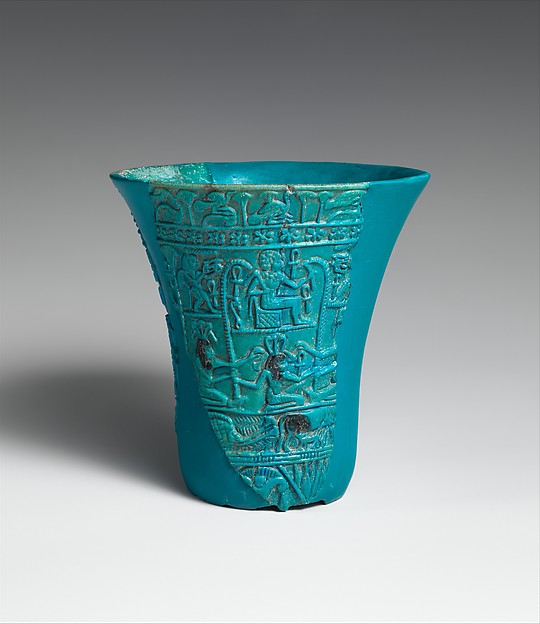
Фаянсовий лотоподібний кубок. Єгипет 1070–664 рр. до н. е. (реконструйовано з восьми фрагментів)

## Відомі українські гончарі
- Коломієць Захар Йосипович — опішнянський гончар.
- Матейко Катерина Іванівна (1910—1995) — український науковець, етнограф, кераміст, гончар, публіцист, краєзнавець та громадський діяч.
- Міщенко Фросина Іванівна (*1926) — видатна майстриня гончарного мистецтва, член НСМНМУ, заслужений майстер народної творчості України.
- Омеляненко Василь Онуфрійович — заслужений майстер народної творчості Української РСР.
- Ночовник Остап Семенович (1853—1913) — український гончар, творець барокової глиняної скульптури.
- Поросний Василь Васильович (1873, с. Міські Млини — 1942, Москва) — український радянський народний майстер художньої кераміки.
- Пошивайло Гаврило Ничипорович (7 квітня 1909 — 24 січня 1991) — один із творців української народної кераміки ІІ половини XX століття, представник опішнянської школи художньої кераміки.
- Пошивайло Явдоха Данилівна (Бородавка) (1910–1994) — гончарна малювальниця, представниця опішнянської школи художньої мальовки. Оздоблювала твори чоловіка Гаврила рослинними й зооморфними декоративними композиціями.
- Рощиб'юк Михайло Іванович — майстер художньої кераміки, член НСХУ.
- Селюченко Олександра Федорівна (1921–1987) — українська керамістка, народна майстриня.
- Шиян Ольга Галактіонівна — майстер народної керамічної іграшки та скульптури.
- Шпак Тетяна Іванівна (*1947) — майстриня гончарного мистецтва, член НСМНМ, заслужений майстер народної творчості України.
- Лебіщак Юрій (1873—1927) — видатний український технолог-кераміст, завідувач Опішнянського гончарного навчально-показового пункту Полтавського губернського земства (1912—1921)

## Цікаві факти
Національний банк України, продовжуючи серію «Народні промисли та ремесла», 6 грудня 2010 року ввів в обіг пам'ятні монети номіналами 10 і 5 гривень «Гончар».